# گندودرخت سفید
گَندودرخت سفید‎ (انگلیسی: Celtis africana) درختی برگ‌ریز از تیره شاهدانگان است. نوع رویش آن از درختانی بلند در جنگل تا درختانی با جثه متوسط در بوته‌ها و مناطق باز و درختچه‌ای در خاک سنگی متغیر است. گندودرخت سفید در یمن و در بخش‌های وسیعی از آفریقا در جنوب صحرا می‌روید. این درخت از درختان معمولی در جنوب و شرق آفریقای جنوبی است. در آنجا بوی چوب سبز تازه بریده شده این درخت همانند بوی گندودرخت سیاه است.